# Efecte Kerr magnetoòptic
En física l'efecte magneto-òptic Kerr (MOKE) o l'efecte magneto-òptic Kerr de superfície (SMOKE) és un dels efectes magneto-òptics. Descriu els canvis en la llum reflectida des d'una superfície magnetitzada. S'utilitza en la investigació de la ciència dels materials en dispositius com el microscopi Kerr, per investigar l'estructura de magnetització dels materials. L'efecte Kerr magneto-òptic va ser descobert el 1877 per John Kerr.

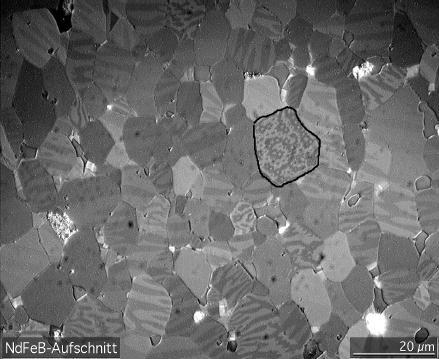
Diversos grans de NdFeB amb dominis magnètics es fan visibles mitjançant contrast amb un microscopi Kerr.

Diagrama que mostra la geometria utilitzada per a les mesures T-MOKE (efecte Kerr magnetoòptic transversal). S'indica el canvi de reflectivitat a causa de la diferent orientació de la magnetització de la mostra.

## Definició
L'efecte Kerr magneto-òptic es manifesta quan la llum es reflecteix des d'una superfície magnetitzada i pot canviar tant la polarització com la intensitat reflectida. L'efecte Kerr magnetoòptic és similar a l'efecte Faraday, que descriu els canvis en la transmissió de la llum a través d'un material magnètic. En canvi, l'efecte Kerr magnetoòptic descriu els canvis en la llum reflectida des d'una superfície magnètica. Tots dos efectes resulten de les components fora de la diagonal del tensor dielèctric {\displaystyle \varepsilon }. Aquests components fora de la diagonal donen al material magnetoòptic una permitivitat anisotròpica, el que significa que la seva permitivitat és diferent en diferents direccions. La permitivitat afecta la velocitat de la llum en un material:
{\displaystyle v_{p}={\frac {1}{\sqrt {\varepsilon \mu }}}}
on {\displaystyle v_{p}} és la velocitat de la llum a través del material, {\displaystyle \varepsilon } és la permitivitat material, i {\displaystyle \mu } és la permeabilitat magnètica; i així la velocitat de la llum varia en funció de la seva orientació. Això provoca fluctuacions en la fase de la llum incident polaritzada.
Aquest efecte es quantifica sovint en termes del seu angle de Kerr i la seva el·lipticitat de Kerr. L'angle de Kerr {\displaystyle \theta _{k}} és l'angle amb el qual girarà la llum polaritzada linealment després de colpejar la mostra. El·lipticitat de Kerr {\displaystyle \epsilon _{k}} o {\displaystyle \eta _{k}} (que no s'ha de confondre amb l'el·lipticitat de les matemàtiques) és la relació dels eixos semimajor i semimenor de la llum polaritzada el·lípticament, generada a partir de la reflexió de la llum polaritzada linealment.

## Geometries
MOKE es pot classificar encara més per la direcció del vector de magnetització respecte a la superfície reflectant i el pla d'incidència.

### MOKE polar
Quan el vector de magnetització és perpendicular a la superfície de reflexió i paral·lel al pla d'incidència, l'efecte s'anomena efecte Kerr polar. Per simplificar l'anàlisi, i com que les altres dues configuracions tenen una rotació Kerr desapareguda a incidència normal, normalment s'utilitza una incidència propera a la normal quan es fan experiments en la geometria polar.

### MOKE longitudinal
En l' efecte longitudinal, el vector de magnetització és paral·lel tant a la superfície de reflexió com al pla d'incidència. La configuració longitudinal implica la llum reflectida en un angle des de la superfície de reflexió i no normal a ella, com s'utilitza per al MOKE polar. De la mateixa manera, la llum polaritzada linealment incident a la superfície es polaritza el·lípticament, amb el canvi de polarització directament proporcional al component de magnetització que és paral·lel a la superfície de reflexió i paral·lel al pla d'incidència. Aquesta llum polaritzada el·lípticament a primer ordre té dues perpendiculars {\displaystyle E} vectors, és a dir, el coeficient de reflexió d'amplitud de Fresnel estàndard {\displaystyle r} i el coeficient de Kerr {\displaystyle k}. El coeficient de Kerr és normalment molt més petit que el coeficient de reflexió.

### MOKE transversal
Quan la magnetització és perpendicular al pla d'incidència i paral·lela a la superfície es diu que està en configuració transversal. En aquest cas, la llum incident tampoc és normal a la superfície de reflexió, però en lloc de mesurar la polaritat de la llum després de la reflexió, la reflectivitat. {\displaystyle r} es mesura. Aquest canvi de reflectivitat és proporcional a la component de magnetització que és perpendicular al pla d'incidència i paral·lela a la superfície, com anteriorment. Si el component de magnetització apunta a la dreta del pla incident, vist des de la font, el vector Kerr s'afegeix al vector d'amplitud de Fresnel i la intensitat de la llum reflectida és {\displaystyle |r+k|^{2}}. D'altra banda, si el component del component de magnetització apunta a l'esquerra del pla incident vist des de la font, el vector Kerr resta de l'amplitud de Fresnel i la intensitat reflectida ve donada per {\displaystyle |r-k|^{2}}.

### MOKE quadràtic
A més de l'efecte Kerr polar, longitudinal i transversal que depenen linealment dels components de magnetització respectius, també hi ha efectes quadràtics d'ordre superior, per als quals l'angle de Kerr depèn dels termes del producte que impliquen els components de magnetització polar, longitudinal i transversal. Aquests efectes s'anomenen efecte Voigt o efecte Kerr quadrat. L'efecte Kerr magnetoòptic quadràtic (QMOKE) es troba fort en aliatges Heusler com el Co 2 FeSi i el Co 2 MnGe

## Aplicacions

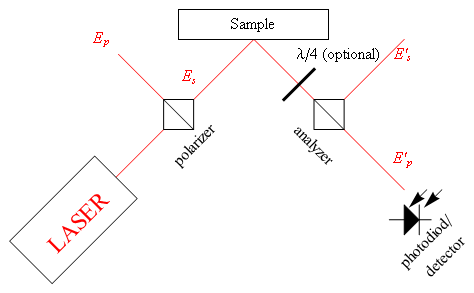
Experiment òptic per observar l'efecte Kerr magnetoòptic

### Microscòpia
Un microscopi Kerr es basa en el MOKE per visualitzar les diferències en la magnetització sobre una superfície de material magnètic. En un microscopi Kerr, la llum il·luminadora es fa passar primer a través d'un filtre polaritzador, després es reflecteix de la mostra i passa a través d'un filtre polaritzador analitzador, abans de passar per un microscopi òptic normal. Com que les diferents geometries MOKE requereixen llum polaritzada diferent, el polaritzador hauria de tenir l'opció de canviar la polarització de la llum incident (circular, lineal i el·líptica). Quan la llum polaritzada es reflecteix al material de la mostra, es pot produir un canvi en qualsevol combinació dels següents: rotació de Kerr, el·lipticitat de Kerr o amplitud polaritzada. Els canvis de polarització són convertits per l'analitzador en canvis en la intensitat de la llum, que són visibles. Sovint s'utilitza un sistema informàtic per crear una imatge del camp magnètic a la superfície a partir d'aquests canvis de polarització.

### Mitjans magnètics
Les unitats magnetoòptiques (MO) es van introduir el 1985. Els discos MO s'escriuen amb un làser i un electroimant. El làser escalfaria el plat per sobre de la seva temperatura de Curie, moment en què l'electroimant orientaria aquest bit com a 1 o 0. Per llegir, el làser funciona a una intensitat més baixa i emet llum polaritzada. S'analitza la llum reflectida mostrant una diferència notable entre un 0 o un 1.